# 特雷莎島
8°12′N 93°24′E / 8.2°N 93.4°E
特雷莎島是印度的島嶼，位於格莫爾達島以西的印度洋海域，屬於尼科巴群島的一部分，長19.6公里、寬5.4公里，面積101.26平方公里，最高點海拔高度250米，2001年人口2,043。